# Neckera flexiramea
Neckera flexiramea är en bladmossart som beskrevs av Jules Cardot 1911. Neckera flexiramea ingår i släktet fjädermossor, och familjen Neckeraceae. Inga underarter finns listade i Catalogue of Life.